# Morné Moolman
Morné Moolman (Sudáfrica, 1 de septiembre de 1994) es un atleta sudafricano especializado en la prueba de lanzamiento de jabalina, en la que consiguió ser subcampeón mundial juvenil en 2011.

## Carrera deportiva
En el Campeonato Mundial Juvenil de Atletismo de 2011 ganó la medalla de plata en el lanzamiento de jabalina, llegando hasta los 80.99 metros, siendo superado por su paisano sudafricano Reinhard van Zyl (oro con 82.95 metros) y por delante del chino Zhang Guisheng (bronce con 77.62 metros).